# SC Küsnacht
Der SC Küsnacht ist ein Schweizer Eishockeyclub aus Küsnacht im Kanton Zürich, der seit 2010 am Spielbetrieb der 2. Liga, der vierthöchsten Ligastufe der Schweiz, teilnimmt.

## Geschichte

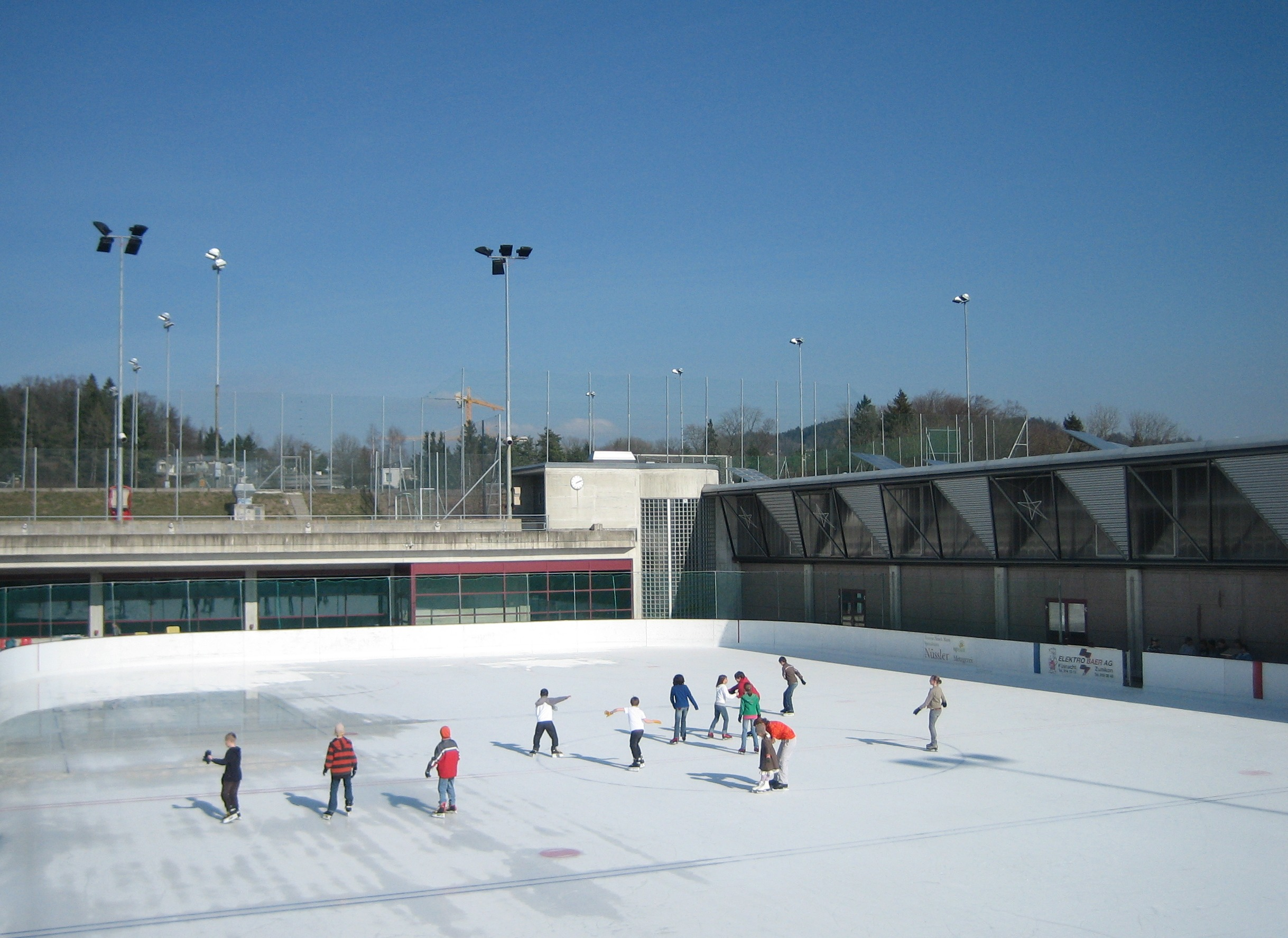
Kunsteisbahn Küsnacht

Die Eishockey-Sektion des Schlittschuh-Clubs Küsnacht wurde im September 1934 gegründet. 1947 (1948) wurde die Sektion um eine zweite Mannschaft erweitert. Der Club trug seine Spiele zunächst auf dem Schübelweiher aus, doch im Laufe der Zeit wurde immer öfters eine Kunsteisbahn gefordert. Es dauerte fünf Jahre, ehe 1961 der erste Spatenstich erfolgte. Als Eröffnungsspiel der Kunsteisbahn wurde eine Partie gegen den Nationalliga-A-Klub EHC Kloten ausgetragen. 1963 wurde der Aufstieg in die Nationalliga B realisiert. Elf Jahre spielte der Klub in der zweithöchsten Spielklasse. Bekannte Spieler dieser Zeit waren beispielsweise der Torhüter Werner Schaltegger sowie die Feldspieler Peter Bantli und Arthur Jud. Zwei Mal nahm der SC Küsnacht ausserdem an der Finalrunde zum Aufstieg in die Nationalliga A teil, verpasste diesen jedoch jeweils.
1974 beschloss der Verein, ungeachtet des erzielten Ligaerhaltes freiwillig in die 1. Liga abzusteigen. In den Folgejahren gelang der angestrebte Wiederaufstieg in die NLB nicht. Von 1984 bis 1989 stand Arno Del Curto, später mehrfacher Schweizer Meister mit dem HC Davos, beim SC Küsnacht hinter der Bande. Ende der 1980er-Jahre begann die Zusammenarbeit mit dem Grasshopper Club Zürich. 1993 folgte die Eröffnung der Kunsteisbahn KEK mit einem Spiel des SC Küsnacht gegen die Stadtzürcher. Im Jahre 2000 fusionierten die Eishockeyabteilungen des Grasshopper Club Zürich und des SC Küsnacht. Die zunächst in der 3. Liga aktive zweite Mannschaft wurde als Resultat dieser Fusion schliesslich zur ersten Mannschaft. 2004 stieg sie in die 2. Liga auf. Nach einem zwischenzeitlichen Wiederabstieg erfolgte 2010 die Rückkehr in die 2. Liga.

## Bekannte Spieler und Trainer
- Peter Bantli
- Arno Del Curto
- Arthur Jud
- Fabian Matti
- Werner Schaltegger